# منسافيس
قرية منسافيس هي إحدى القرى التابعة لمركز أبو قرقاص بمحافظة المنيا في جمهورية مصر العربية. حسب إحصاءات سنة 2006، بلغ إجمالي السكان في منسافيس 17940 نسمة، منهم 9456 رجلا و8484 امرأة.